# Mercer (företag)
Mercer, LLC, tidigare William M. Mercer, Limited och Mercer Human Resource Consulting, är ett amerikanskt multinationellt företag inom management consulting och med inriktning på human resources och fondförvaltning. De förvaltade ett kapital på omkring 617 miljarder amerikanska dollar för den 31 december 2024. Mercer är ett av fyra dotterbolag som utgör försäkrings- och konsultjätten Marsh McLennan.
Företaget har sitt huvudkontor i skyskrapan 1166 Avenue of the Americas på Manhattan i New York i New York.

## Historik
Företaget grundades 1945 som William M. Mercer, Limited i Vancouver, British Columbia i Kanada av affärsmannen William M. Mercer. År 1959 blev företaget uppköpt av Marsh & McLennan. Fram till 1975 var Mercer bara en avdelning inom Marsh & McLennan men det året beslutade man att det skulle bli ett dotterbolag. År 2002 fick dotterbolaget namnet Mercer Human Resource Consulting medan fem år senare fick den sitt nuvarande namn.